# Tavola dei Briganti

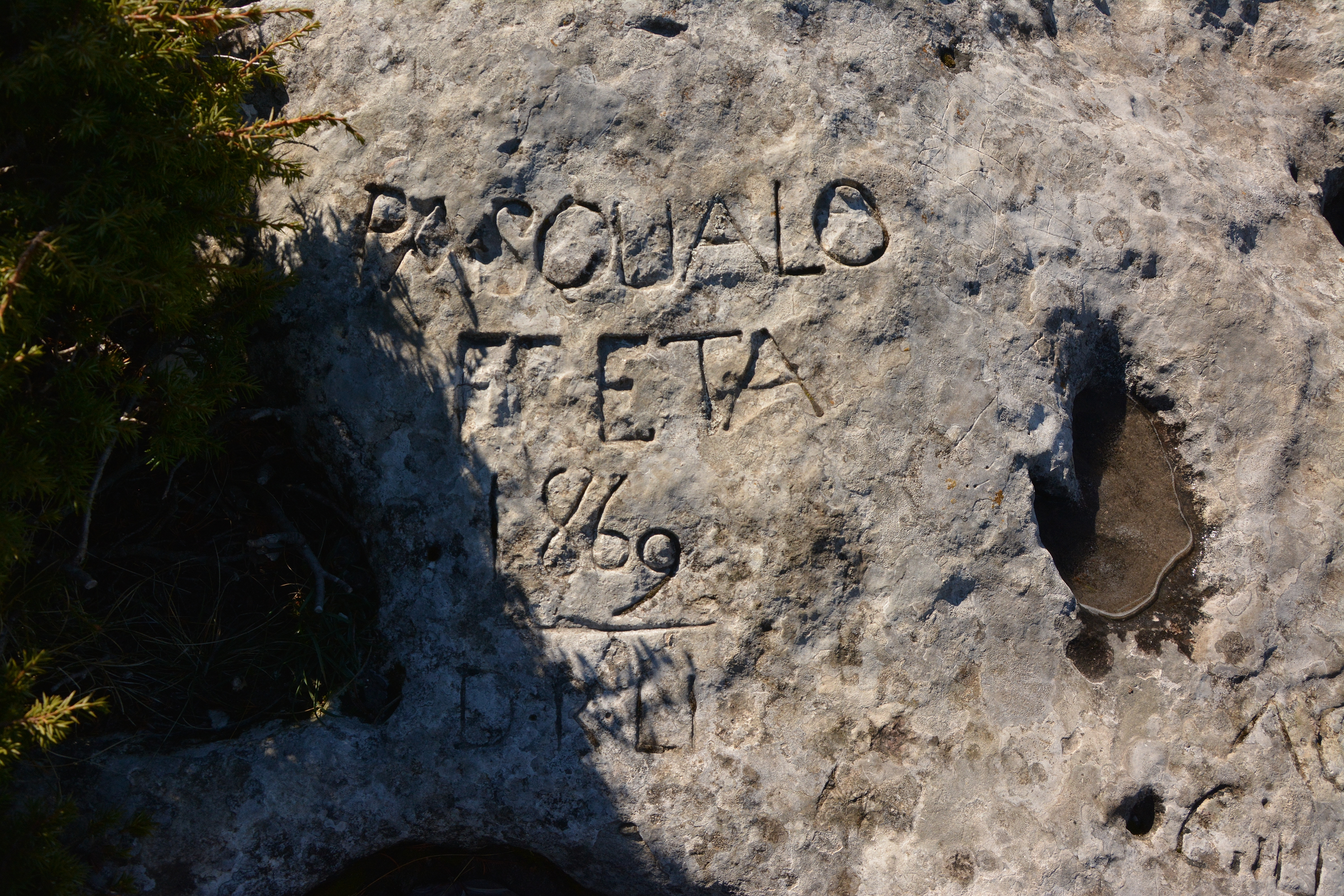
Una delle varie incisioni presenti nella tavola

La Tavola dei Briganti è una serie di rocce calcaree, situate sulla Maiella, in Abruzzo, dove briganti e pastori hanno inciso le loro testimonianze, particolarmente in relazione al periodo dell'unificazione italiana.

## Storia

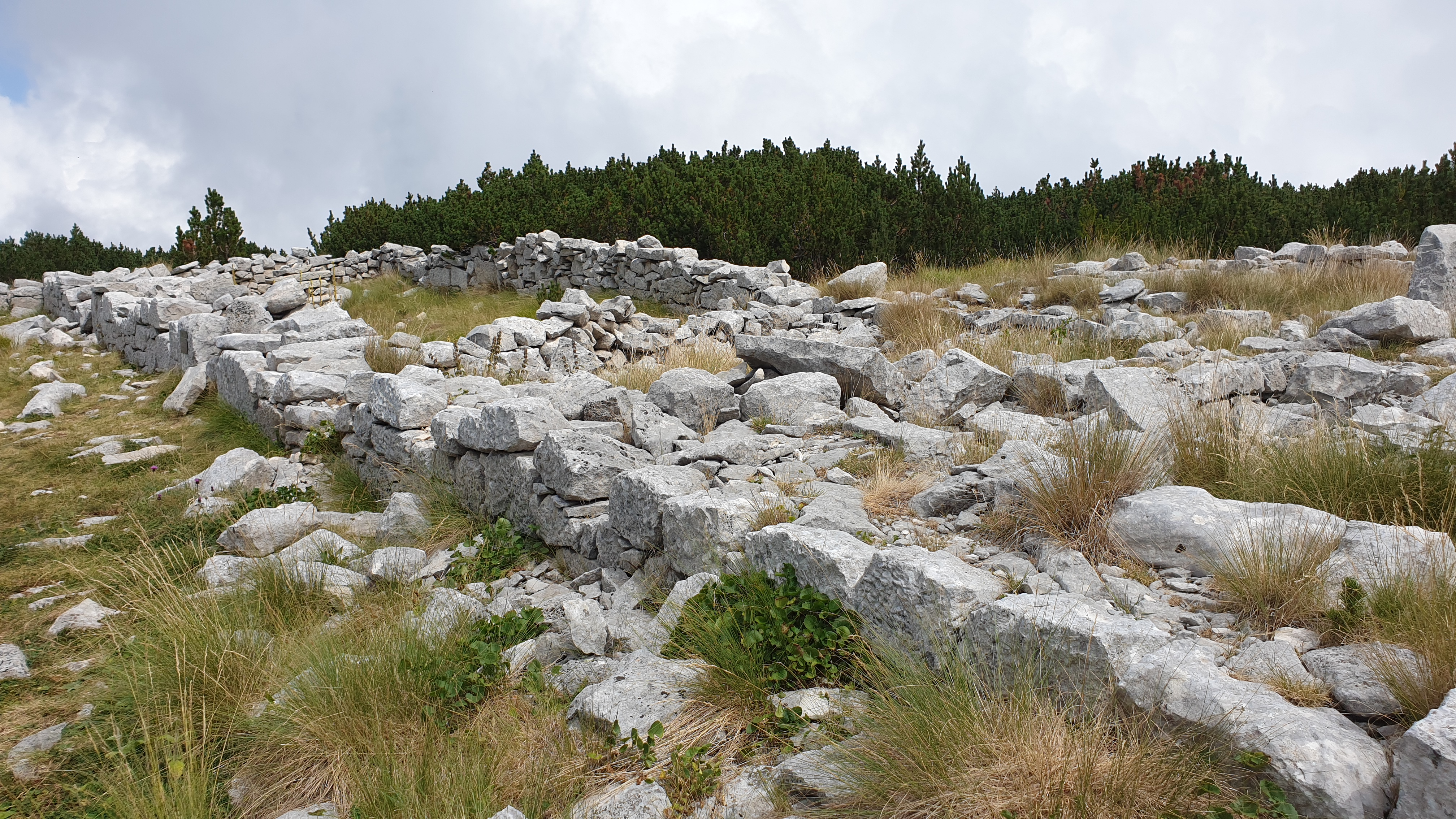
Resti del fortino costruito sul Blockhaus

Gli eventi legati all'unificazione italiana videro l'esplodere del fenomeno che va sotto il nome di brigantaggio, cui fonti diverse hanno attribuito alternativamente valore prettamente delinquenziale, o di rivolta sociale  o di movimento armato anti-risorgimentale contro l'annessione delle province del Regno delle Due Sicilie  nel nuovo Regno d'Italia.
Qualunque ne sia l'interpretazione storiografica, è certo che nel periodo di tempo compreso tra l'anno 1861 e l'anno 1867 operò sul massiccio la cosiddetta "Banda della Maiella", composta da diverse sottobande indipendenti guidate ciascuna da un capobanda, come quelle di Croce "Crocitto" Di Tola, Domenico "Cannone" Valerio, Domenico Di Sciascio, Fabiano "Primiano" Marcucci, Luca Pastore, Nicola Marino, Pasquale "Mercante" Mancini e Salvatore Scenna.
In risposta all'attività delle bande armate, fu emanata nell'agosto 1863 la legge Pica che rimase in vigore fino al dicembre 1865, la quale prevedeva la sospensione dei diritti garantiti nel regno dallo Statuto Albertino e drastici provvedimenti contro i briganti e i loro favoreggiatori. Sulla cima Blockhaus venne quindi costruito dai soldati dell'esercito piemontese un fortino con lo stesso nome, presente allo stato di rudere, con lo scopo di permettere un maggior controllo del brigantaggio nel territorio montano e di favorirne la repressione. La tavola, posta ai piedi della vetta del monte Cavallo, riporta, oltre a croci, date, nomi e simboli di vario genere, la seguente iscrizione: